# مجموعه تپه‌های باقله‌ای
مجموعه تپه‌های باقله‌ای مربوط به سده‌های اولیه دوران‌های تاریخی پس از اسلام است و در شهرستان شیراز، بخش زرقان، دهستان بند امیر، جاده آسفالته دولت‌آباد بطرف بند امیر، ۵۰۰ متری روستای دولت‌آباد، سمت راست جاده واقع شده و این اثر در تاریخ ۳۰ بهمن ۱۳۸۶ با شمارهٔ ثبت ۲۰۸۱۴ به‌عنوان یکی از آثار ملی ایران به ثبت رسیده است.